# Бољи човек (роман)
Бољи човек (енгл. The Better Man), је роман Аните Наир из 2000. године. Радња романа је смештена у северном делу Керале у Индији, региону познатом као Малабар под британским Рајом.

## Радња
Мукундан, повучен из државне службе, враћа се у село Каикуруси где је и рођен. Узнемирен је, гледајући на свој живот као на неуспех. 
Гризе га савест будући да је својевремено напустио сада покојну мајку. Мори га дух немоћи отелотворен у лику доминантног оца коме син не уме да се супротстави ни онда када му се чини да је у само једном НЕ читава суштина аутохтоности и личног интегритета. Решен, ипак, да се суочи са сенкама прошлог времена, времена свагдашњег, Мукундан обнавља дом.
Упознаје „Бхазија са једним вијком“, локалног ексцентрика, одбаченог сликара и проналазача чудног система алтернативне медицине. Помаже Мукундану да реконструише своју кућу и да се трансформише. 
Тада Повер Хоусе Рамакрисхнан, локални човек, одлучује да сагради заједничку дворану и бира Бхазијеву земљу. Прети да ће уништити посао Бхазија ако одбије да прода земљу. Мукундан намерава да спаси Бхазијеву земљу, али поласкан је прихватањем чланства у пројектном одбору. 
Тада отац Мукундана умире и он пролази кроз дубљу трансформацију. 

## Критике
Dhanyasree M, пишући у часопису One India, каже: „Тон сетне меланхолије и инцидената са додиром оштро посматране комедије чини карактеризацију овог романа посебнијом. Њено живо знање о пулсу Керале може се добро уочити у овом роману. Овај роман мора прочитати свако ко жели да сазна прави пулс индијског живота“. 
Kit Reed, пишући за Њујорк Тајмс, каже: „Генијална, вијугава прича пуна лажних аларма и скретања, Бољи човек успорава се петљама у причи, напуштеним нитима заплета. Шармантан какав је, роман добија замах тек на крају, када се Бхази и Мукундан нађу у супротности баш у тренутку драме сукоба и разрешења“. 
У колумни "Литерарни преглед" часописа "Хинду" речено је да је „Бољи човек имао све праве састојке према критичарима. Данас би, са својом другом књигом Даме купе, могло да се замисли да би Анита Наир постигла исте резултате. Критичари сматрају другачије. . ." 
Друга рецензија у часопису Хинду каже да је „Прва књига Аните Наир, Бољи човек, био фино структурирани роман смештен у мало село у држави Керала. Мукундан, њен херој, враћа се у село надајући се да ће истерати горке успомене. Анита Наир не само да има дивно знање о животу у селу, већ показује готово Достојевски осећај према подвременима свести, док Мукундан тражи и проналази искупљење“. 
Роман Бољи човек је болна али охрабрујућа ода снази пријатељства.